# Serge Patrick Kwetche
Serge Patrick Kwetché, alias « Rambo » (né le 5 novembre 1976 à Bertoua), est un footballeur international camerounais, qui évoluait au poste de défenseur.
Il est pendant plusieurs années capitaine du Racing Club Bafoussam, club avec lequel il remporte notamment le championnat du Cameroun 1995 et la Coupe du Cameroun 1996 aux côtés de joueurs comme Geremi, Kom, ou Mbella.